# Jopie Roos-van der Wal

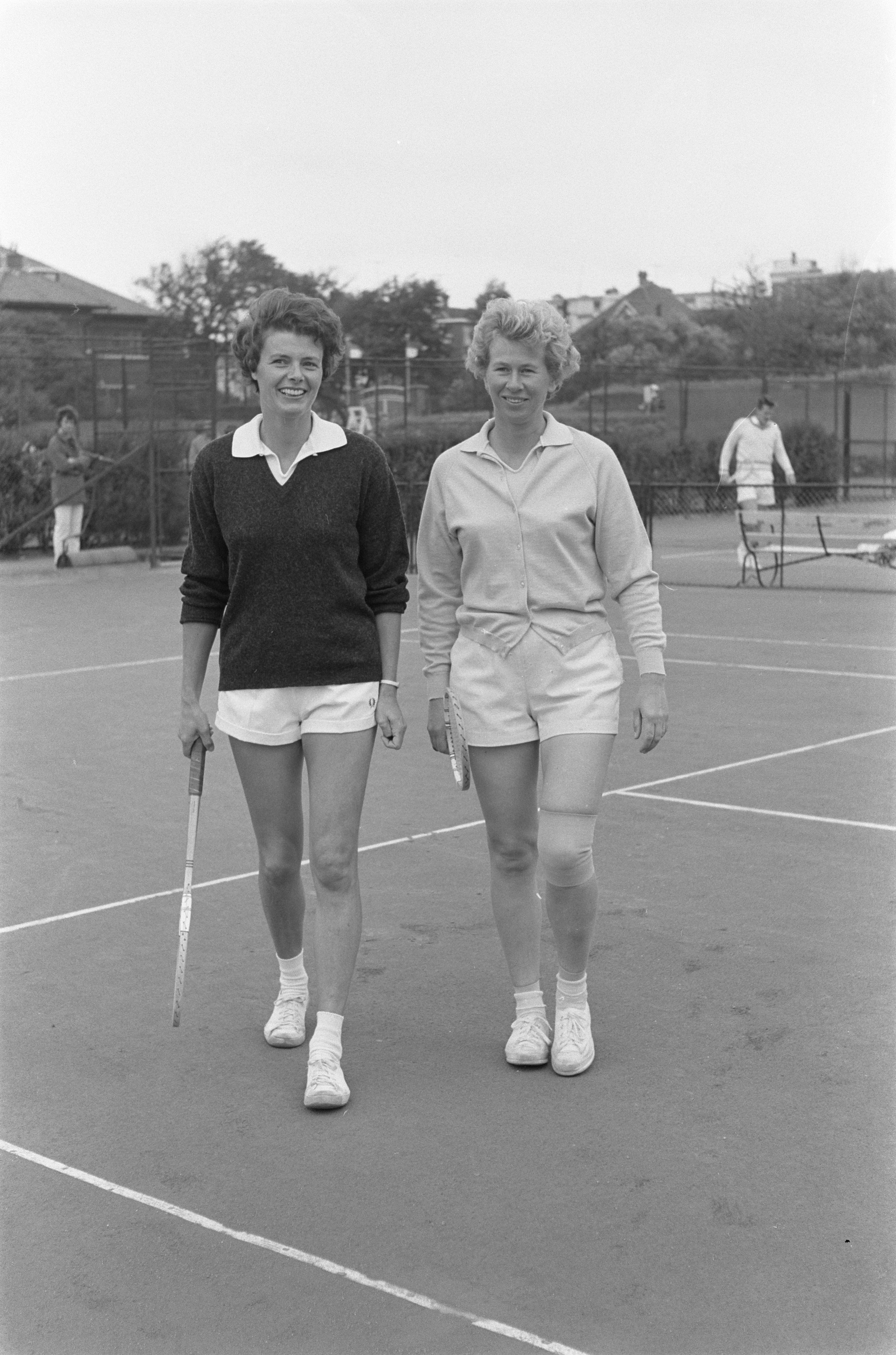
Jopie Roos-van der Wal (rechts) met Nel van der Storm-Hermsen tijdens de Nationale Tenniskampioenschappen 1961

Johanna Frederika (Jopie) Roos-van der Wal (Amsterdam, 29 december 1926 – 24 maart 2013) was een Nederlands tennisspeelster.
Haar vader Jan Frederik van de Wal was aanlegger van tennisbanen en ook beheerder van het tennispark aan de Kattenlaan, Vondelpark in Amsterdam; moeder was Grietje Sabbé. In 1945 was ze voor het eerst nationaal kampioene in het dubbelspel geworden samen met Nel Hermsen. Dit duo won de titel ook in 1947 en in 1956. In 1949 won ze het dubbelspel met Truid Blaisse-Terwindt. Roos-van der Wal won in 1948 haar eerste nationale titel in het enkelspel. Ook in 1951, 1952, 1954 en 1956 werd ze nationaal kampioene in het enkelspel. Met Fred Dehnert won ze in 1952 en 1954 de titel in het gemengd dubbelspel.
Roos-van der Wal speelde ook voor de Nederlandse ploeg en nam in de jaren 1940 en 1950 meermaals deel aan zowel Wimbledon als Roland Garros. Ze huwde in 1947 met schaatser Jan Roos. Ze was lid van ALTC DDV en werd onderscheiden als Tulpdraagster door de KNLTB. Roos-van der Wal overleed in 2013 op 86-jarige leeftijd.